# Herbert Albrecht
Herbert Karl Albrecht (ur. 18 stycznia 1925 w Suhl, zm. 3 listopada 1997 tamże) – wschodnioniemiecki zapaśnik walczący przeważnie w stylu klasycznym. Olimpijczyk z Rzymu 1960, gdzie zajął dziewiąte miejsce w kategorii do 87 kg.
Czwarty na mistrzostwach świata w 1959, piąty w 1961 roku.
Mistrz Niemiec w 1951 (st.wolny), 1952 i 1954; trzeci w 1950 i 1953. Mistrz NRD w latach 1949–1961, 1963 i 1964. Mistrz w stylu wolnym w 1953 i 1954 roku.
Był ojcem Frediego Albrechta, zapaśnika i olimpijczyka z Monachium 1972 i Montrealu 1976.